# اندیس جنوب غرب زبگ
جنوب غرب زبگ یک اندیس فلزی است که در حوالی روستای مشکان استان خراسان قرار دارد و مادهٔ معدنی موجود در آن، مس است.سنگ میزبان این اندیس ولکانیک است  در این اندیس، پاراژنز‌های کلسیت، سیلیکات مس یافت می‌شوند.